# Jacques Ploncard d'Assac
Jacques Ploncard, noto anche con lo pseudonimo di Jacques Ploncard d’Assac (Chalon-sur-Saône, 13 marzo 1910 – La Garde, 20 febbraio 2005), è stato uno scrittore e giornalista francese, ispirato al cattolicesimo reazionario e all'ideologia di Charles Maurras. Collaborazionista durante l'occupazione tedesca, è noto per i suoi scritti antisemiti.

## Biografia
Allievo di Édouard Drumont e di Charles Maurras, aderì all'Action française nel 1927. Nel 1933 fondò il  "Fronte nazionale operaio contadino", con Henry Coston, Albert Monniot e Jean Drault. Nel 1936 entrò nel Partito Popolare Francese (PPF) di Jacques Doriot. Insieme a Raymond Cartier, era nello stesso tempo uno degli animatori del Centro di propaganda dei repubblicani nazionali. 
All'inizio della seconda guerra mondiale partecipò ai combattimenti e fu decorato con la croce di guerra. Collaborazionista, sostenne la Révolution nationale del maresciallo Pétain, che lo decorò con l'Ordine della francisca. Insieme a Bernard Faÿ e Henry Coston, lavorò al "Servizio società segrete", incaricato di repertoriare gli archivi della massoneria, pubblicando vari articoli sulla rivista Documents maçonniques.
In un articolo del quotidiano collaborazionista Au pilori ("Alla gogna"), del 13 novembre 1941, Ploncard richiamava l'attenzione delle autorità occupanti sui membri del Musée de l'Homme, in particolare su Deborah Lifchitz, che egli descrive in questi termini: «Ebrea, prima cittadina russa, poi polacca, infine naturalizzata francese dopo il 1936, assistente al dipartimento dell'Africa nera e allieva del professor Marcel Cohen, della Sorbona, ebrea e comunista, mantenuta nelle sue funzioni per diversi mesi per ordine espresso di Rivet, nonostante le leggi sugli ebrei. Lavora ancora al Museo come volontaria». Deborah Lifchitz fu arrestata il 21 febbraio 1942, trasferita a Drancy e poi ad Auschwitz, dove fu gasata poco dopo il suo arrivo.
A causa di questo articolo e delle conseguenze che ne seguirono, la Corte di giustizia della Senna condannò il 29 maggio 1947 Jacques Ploncard alla pena di morte in contumacia, pena che fu poi ridotta ai lavori forzati a vita il 7 ottobre 1949.
Nel 1944, dopo la caduta del regime di Vichy, Ploncard si rifugiò in Portogallo, dove fu consigliere del primo ministro Salazar (al quale dedicò una biografia). A partire dal 1957 pubblicò una quindicina di volumi sui grandi problemi dell'epoca: il nazionalismo, il colonialismo, il progressismo cristiano e il comunismo. Trasmise anche programmi in francese alla radio portoghese dal titolo La Voix de l'Occident (che è anche il titolo di una pubblicazione in francese diffusa regolarmente e destinata alla Francia).
Dopo la rivoluzione dei Garofani tornò in Francia e collaborò al quotidiano Présent.
Padre del neurochirurgo e saggista di estrema destra Philippe Ploncard d'Assac, autore da ultimo di un "Doctrines du nationalisme", Jacques Ploncard (conosciuto soprattutto per il suo antisemitismo e il suo antimassonismo) nelle sue opere sostiene invariabilmente, da un punto di vista ultra-reazionario, la teoria del complotto. Le sue idee sono vicine a quelle dei suoi confratelli Henry Coston, Xavier Vallat e Maurice Bardèche. Era apprezzato dai cattolici conservatori.